# Rasheeme Griffith
Rasheeme Griffith (* 3. Mai 2000 in Bridgetown) ist ein barbadischer Hürdenläufer, der sich auf die 400-Meter-Distanz spezialisiert hat und aktuell Inhaber des Landesrekordes über diese Distanz ist.

## Sportliche Laufbahn
Erste internationale Erfahrungen sammelte Rasheeme Griffith bei den CARIFTA Games 2016 in St. George’s, bei denen er in 52,22 s die Goldmedaille über 400 m Hürden in der U18-Altersklasse gewann und sich mit der barbadischen 4-mal-400-Meter-Staffel in 3:13,16 min die Silbermedaille sicherte. Im Jahr darauf verteidigte er bei den CARIFTA Games in Willemstad in 51,64 s seinen Titel im Hürdenlauf und siegte diesmal mit der Staffel in 3:14,65 min. Anschließend belegte er bei den Commonwealth Youth Games in Nassau in 52,27 s den vierten Platz. 2018 belegte er bei den CARIFTA Games ebendort in 51,05 s den vierten Platz über 400 m Hürden in der U20-Altersklasse und sicherte sich mit der Staffel in 3:08,31 min die Silbermedaille. Anschließend schied er bei den U20-Weltmeisterschaften in Tampere mit 51,02 s im Halbfinale über 400 m Hürden aus. Im Jahr darauf siegte er in 51,47 s bei den CARIFTA Games in George Town und sicherte sich in der 4-mal-100-Meter-Staffel in 40,18 s die Bronzemedaille. Anschließend belegte er bei den U20-Panamerikameisterschaften in San José in 52,00 s den fünften Platz im Hürdenlauf und gelangte mit der 4-mal-400-Meter-Staffel mit 3:03,86 min auf Rang vier. Zudem begann er im selben Jahr ein Studium an der University of Tennessee in den Vereinigten Staaten. 2021 siegte er in 52,06 s bei den U23-NACAC-Meisterschaften in San José und im Jahr darauf gelangte er bei den Commonwealth Games in Birmingham mit 3:03,92 min auf Rang vier mit der 4-mal-400-Meter-Staffel. 2023 belegte er bei den Zentralamerika- und Karibikspielen in San Salvador in 49,76 s den fünften Platz im Hürdenlauf und gewann mit der Staffel in 3:02,12 min die Silbermedaille hinter dem Team aus Trinidad und Tobago. Bei den World Athletics Relays 2024 auf den Bahamas kam er in der 4-mal-400-Meter-Staffel zum Einsatz und im Jahr darauf schied er dann bei den Hallenweltmeisterschaften in Nanjing mit 49,63 s in der ersten Runde im 400-Meter-Lauf aus.
In den Jahren 2021 und 2024 wurde Griffith barbadischer Meister im 400-Meter-Hürdenlauf.

## Persönliche Bestleistungen
- 400 Meter: 47,09 s, 16. März 2024 in Orlando
  - 400 Meter (Halle): 47,13 s, 23. Februar 2024 in Fayetteville
- 400 m Hürden: 48,79 s, 9. Mai 2024 in Gainesville (barbadischer Rekord)